# 熊本県特別支援学校一覧
熊本県特別支援学校一覧（くまもとけんとくべつしえんがっこういちらん）は、熊本県の特別支援学校の一覧。

## 国立特別支援学校
- 熊本大学教育学部附属特別支援学校

## 特別支援学校（知的障害、肢体不自由、病弱教育）

### 熊本市
- 熊本県立熊本支援学校
- 熊本県立熊本かがやきの森支援学校
- 熊本県立熊本はばたき高等支援学校
- 熊本市立あおば支援学校
- 熊本市立平成さくら支援学校

### 合志市
- 熊本県立ひのくに高等支援学校
- 熊本県立黒石原支援学校
- 熊本県立菊池支援学校

### 宇城市
- 熊本県立松橋支援学校
- 熊本県立松橋東支援学校
- 熊本県立松橋西支援学校

### 八代市
- 八代市立八代支援学校
- 熊本県立鏡わかあゆ高等支援学校

### 荒尾市
- 熊本県立荒尾支援学校

### 天草市
- 熊本県立天草支援学校

### 山鹿市
- 熊本県立かもと稲田支援学校

### 大津町
- 熊本県立大津支援学校

### 芦北町
- 熊本県立芦北支援学校

### 小国町
- 熊本県立小国支援学校

### 多良木町
- 熊本県立球磨支援学校

### 苓北町
- 熊本県立苓北支援学校

## 特別支援学校（視覚障害）

### 熊本市
- 熊本県立盲学校

## 特別支援学校（聴覚障害）

### 熊本市
- 熊本県立熊本聾学校

## 廃校になった特別支援学校
- 熊本市立養護学校（熊本市。1973年開校するも1974年閉校）
- 熊本県立天草聾学校（天草市。但し閉校時の所属自治体は天草郡天草町。2068年閉校）